# 新疆梅花草
新疆梅花草（学名：Parnassia laxmannii）为卫矛科梅花草属下的一个种。

## 扩展阅读
- 維基物種上的相關：新疆梅花草